# أليكساندروبولي
أليكساندروبولي: (باليونانية: Αλεξανδρούπολη)، (بالإنجليزية: Alexandroupolis) مدينة تقع في شمال شرق اليونان، وهي عاصمة مقاطعة إڤروس ضمن
منطقة مقدونيا الشرقية وتراقيا الإدارية. وهي ميناء ومركز تجاري هام في شمال شرق اليونان.

## الموقع، التسمية والسكان
تقع المدينة في شمال شرق البلاد على الساحل الشمالي لبحر إيجة، تبعد حوالي 14 كيلومتر عن مصب نهر ماريتسا والذي يشكل الحدود اليونانية التركية.
تبعد المدينة عن سالونيك مسافة 300 كيلومتر، وعن العاصمة أثينا مسافة 750 كيلومتر.
تعتبر المدينة ميناءً تجارياً مزدهراً حيث تشهد نمواً سكانياً مضطرداً، فبحسب إحصائيات عام 1991 كان عدد السكان 37,000 وعام 2001 أصبح 53,000 ويقدر أن عدد سمانها حالياً بلغ 70,000 نسمة.
سميت المدينة عام 1919 بهذا الاسم نسبة إلى الملك أليكساندر الأول، أول ملك يوناني يزور المدينة المنضمة حديثاً وقتها للمملكة اليونانية.

## الجغرافيا

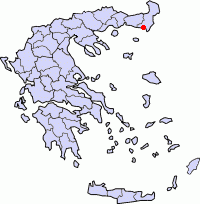
الموقع الجغرافي

تقع أليكساندروبولي على بعد حوالي 14.5 كم (9.0 ميل) إلى الغرب من دلتا نهر إفروس، وعلى بعد 40 كم من الحدود مع تركيا، وعلى بعد 346 كم (215 ميل) من ثيسالونيكي على الطريق السريع إجناتيا المشيد حديثًا، وعلى بعد 750 كم (470 ميل) من أثينا. حول المدينة يجد المرء قرى صيد صغيرة مثل ماكري وديكلّا إلى الغرب، وضواحي مايستروس، وأبلوس، وأنثيا، وأريستينو، ونيبسا، ولوترا إلى الشرق، في حين أن شمال المدينة هي بالاجيا، أفانتاس، أيسيمي وكركاس. في تعداد عام 2001، بلغ عدد سكان المدينة الرئيسية 48.885 نسمة وبلغ عدد سكان البلدية 52.720 نسمة. يقدر عدد سكانه الحاليين بحوالي 70,000 نسمة، وتغطي منطقته الجزء الجنوبي من الوحدة الإقليمية، التي تمتد من الوحدة الإقليمية في رودوبي إلى دلتا إفروس. وإلى جانب ألكساندروبوليس فإن أكبر مستوطناتها الأخرى هي قرى ماكري (820)، وفاش (497)، وسيكوراشي (309)، وإيزيمي (289)، وديكيلا (288).

## التاريخ
يعتقد أن المدينة مبنية فوق موقع مستوطنة ساليس (Salis) القديمة، حيث تم اكتشاف بعض المقابر الرومانية لهذه المستوطنة تحت مدينة ألكسندروبولي الجديدة.
خلال القرون الوسطى والفترة العثمانية كانت عبارة عن قرية لصيادي الأسماء، اما الاسم التركي للمدينة دده أغاج (Dedeağaç) والذي يعني (شجرة الرجل المقدس) فهو مشتق من مستوطنة للدراويش كانت قائمة في مكان المدينة الحالي حول شجرة يعتقد أن رجلاً صالحاً دفن تحتها في الماضي.

### الحرب الروسية التركية
بدأت أهمية (دده أغاج) تزداد بمرور الخط الحديدي الذي يربط أدرنة بمقدونيا عبرها عام 1872 م.، سيطرت عليها الجيوش الروسية خلال الحرب الروسية-التركية (1877-1878) عندها بدأ التخطيط العمراني للمدينة على أيدي الروس على أساس جعلها مدينة حديثة ذات شوارع عريضة، ولكنها سرعان ما عادت للسيطرة العثمانية وأصبحت مركزاً إدارياً يتزعمه باشا.

#### حروب البلقان
في عام 1912 وخلال الحرب البلقانية الأولى احتلتها القوات البلغارية بمساعدة البحرية اليونانية، ولكن القوات اليونانية سيطرت على المدينة عام 1913 بعد خلاف البلدين في الحرب البلقانية الثانية، وأصبحت المدينة محلاً للخلاف بين اليونان وبلغاريا حيث عرض الأمر على عصبة الأمم والتي أقرت بأحقية السيطرة اليونانية على هذه المدينة وتم تأكيد هذا لاحقاً في معاهدة لوزان عام 1923.

##### الحرب العالمية الأولى
ضمنت هزيمة بلغاريا من قبل الحلفاء في الحرب العالمية الأولى (1914-1918) تغييراً آخر في الأيدي المسيطرة على المدينة. تم سحب تراقيا الغربية من بلغاريا وفقا لأحكام معاهدة نويي 1919. كانت بلدة أليكساندروبولي تحت الإدارة المؤقتة للحلفاء بقيادة الجنرال الفرنسي شاربي. في النصف الثاني من أبريل 1920 في مؤتمر سان ريمو لرؤساء وزراء الجيوش الرئيسية لسلطات الوفاق (باستثناء الولايات المتحدة) أعطيت تراقيا الغربية إلى اليونان. ومع ذلك، احتفظت بلغاريا بحق العبور في استخدام ميناء ددغش لنقل البضائع عبر بحر إيجه. وسرعان ما زار الكسندر المدينة. وكان أول ملك لليونان يزور المدينة التي أعيدت تسميتها على شرفه.

##### الحرب اليونانية التركية
بعد هزيمة اليونان في الحرب اليونانية التركية (1919-1922)، تراجع الجيش اليوناني بقيادة الجنرال ثيودوروس بانغالوس من تراقيا الشرقية إلى منطقة أليكساندروبولي. استغلت بلغاريا فرصة الهزيمة اليونانية للمطالبة بإعادة أليكساندرولي إلى سيطرتها أو إعلان منطقة محايدة تحت السيطرة الدولية. رفضت القيادة اليونانية كلا المطلبين بشكل سليم ولم تجد أي دعم في عصبة الأمم.
أكدت معاهدة لوزان (24 يوليو 1923) أن اليونان ستظل تحت سيطرة تراقيا الغربية وألكسندروبولي. وقد انتهى اتفاق سابق يسمح بالوجود البلغاري في ميناء المدينة.

###### الحرب العالمية الثانية
أثناء الحرب العالمية الثانية احتلته القوات البلغارية المتحالفة مع النازيين بين عامي 1941-1944 حيث عانت المدينة من خسائر اقتصادية وبشرية كبيرة أثناء ذلك.
عادت المدينة لليونان بعد ذلك وشهدت تطوراً سريعاً، وخاصة في الأعوام الأخيرة.

## المعالم الأساسية
- كاتدرائية القديس نيكولاس (أغيوس نيكولاوس): وهي كاتدرائية ضخمة حديثة البناء، ولكن يوجد ضمنها بعض الأيقونات التي تعود للقرن الثالث عشر.
- البلدية القديمة (الذيمارخيون): وتوجد ضمنها مجموعة أثرية مهمة من المنطقة المحيطة بالمدينة.
- أوذوس ذيموكراتياس (شارع الجمهورية): وهو الشارع الرئيسي في المدينة، يسير بشكل موازي للبحر وتوجد على جانبيه المقاهي الشعبية والأماكن المفضلة للتنزه.

## متفرقات
- توجد في المدينة بعض كليات جامعة تراقيا مثل كلية الطب والتربية.
- يعتبر ميناء المدينة واحد من الموانئ المهمة في اليونان.
- أهم نادي رياضي في المدينة هو إثنيكوس أليكساندروبوليس.

## المناخ
| البيانات المناخية لـ{{{location}}} | البيانات المناخية لـ{{{location}}} | البيانات المناخية لـ{{{location}}} | البيانات المناخية لـ{{{location}}} | البيانات المناخية لـ{{{location}}} | البيانات المناخية لـ{{{location}}} | البيانات المناخية لـ{{{location}}} | البيانات المناخية لـ{{{location}}} | البيانات المناخية لـ{{{location}}} | البيانات المناخية لـ{{{location}}} | البيانات المناخية لـ{{{location}}} | البيانات المناخية لـ{{{location}}} | البيانات المناخية لـ{{{location}}} | البيانات المناخية لـ{{{location}}} |
| الشهر                              | يناير                              | فبراير                             | مارس                               | أبريل                              | مايو                               | يونيو                              | يوليو                              | أغسطس                              | سبتمبر                             | أكتوبر                             | نوفمبر                             | ديسمبر                             | المعدل السنوي                      |
| ---------------------------------- | ---------------------------------- | ---------------------------------- | ---------------------------------- | ---------------------------------- | ---------------------------------- | ---------------------------------- | ---------------------------------- | ---------------------------------- | ---------------------------------- | ---------------------------------- | ---------------------------------- | ---------------------------------- | ---------------------------------- |
| الدرجة القصوى °م (°ف)              | 17.8 (64.0)                        | 21.4 (70.5)                        | 23.4 (74.1)                        | 27.0 (80.6)                        | 32.0 (89.6)                        | 36.8 (98.2)                        | 39.0 (102.2)                       | 37.4 (99.3)                        | 36.8 (98.2)                        | 32.6 (90.7)                        | 23.8 (74.8)                        | 23.2 (73.8)                        | 39.0 (102.2)                       |
| متوسط درجة الحرارة الكبرى °م (°ف)  | 8.4 (47.1)                         | 9.6 (49.3)                         | 12.3 (54.1)                        | 17.3 (63.1)                        | 22.4 (72.3)                        | 27.1 (80.8)                        | 30.1 (86.2)                        | 30.2 (86.4)                        | 26.4 (79.5)                        | 20.2 (68.4)                        | 15.1 (59.2)                        | 10.7 (51.3)                        | 19.1 (66.4)                        |
| المتوسط اليومي °م (°ف)             | 4.8 (40.6)                         | 5.8 (42.4)                         | 8.5 (47.3)                         | 13.2 (55.8)                        | 18.3 (64.9)                        | 23.0 (73.4)                        | 25.6 (78.1)                        | 25.2 (77.4)                        | 21.0 (69.8)                        | 15.5 (59.9)                        | 11.0 (51.8)                        | 7.0 (44.6)                         | 14.9 (58.8)                        |
| متوسط درجة الحرارة الصغرى °م (°ف)  | 1.1 (34.0)                         | 1.9 (35.4)                         | 3.7 (38.7)                         | 7.1 (44.8)                         | 11.1 (52.0)                        | 14.8 (58.6)                        | 17.4 (63.3)                        | 17.2 (63.0)                        | 14.0 (57.2)                        | 10.1 (50.2)                        | 6.7 (44.1)                         | 3.3 (37.9)                         | 9.0 (48.2)                         |
| أدنى درجة حرارة °م (°ف)            | −13.2 (8.2)                        | −14 (7)                            | −13.6 (7.5)                        | −2.4 (27.7)                        | 1.0 (33.8)                         | 7.0 (44.6)                         | 9.0 (48.2)                         | 8.4 (47.1)                         | 0.0 (32.0)                         | −2 (28)                            | −6.2 (20.8)                        | −8.8 (16.2)                        | −14 (7)                            |
| الهطول مم (إنش)                    | 60.4 (2.38)                        | 61.2 (2.41)                        | 52.3 (2.06)                        | 39.6 (1.56)                        | 36.3 (1.43)                        | 27.3 (1.07)                        | 17.6 (0.69)                        | 10.6 (0.42)                        | 31.0 (1.22)                        | 50.5 (1.99)                        | 75.7 (2.98)                        | 86.8 (3.42)                        | 549.3 (21.63)                      |
| متوسط أيام هطول الأمطار (≥ 1.0 mm) | 6.8                                | 6.1                                | 5.8                                | 5.5                                | 5.1                                | 3.4                                | 2.5                                | 1.5                                | 2.7                                | 4.6                                | 6.6                                | 8.2                                | 53.8                               |
| متوسط الرطوبة النسبية (%)          | 74.9                               | 73.6                               | 73.0                               | 71.3                               | 68.6                               | 60.6                               | 54.4                               | 53.3                               | 59.7                               | 67.6                               | 75.2                               | 76.7                               | 67.4                               |
| المصدر: NOAA                       |                                    |                                    |                                    |                                    |                                    |                                    |                                    |                                    |                                    |                                    |                                    |                                    |                                    |

## تعداد السكان
| السنة | مدينة  | الوحدة البلدية | البلدية |
| ----- | ------ | -------------- | ------- |
| 1981  | 34,535 | 35,799         | –       |
| 1991  | 36,994 | 38,220         | –       |
| 2001  | 48,885 | 52,720         | –       |
| 2011  | 57,812 | 58,125         | 72,959  |

## صور

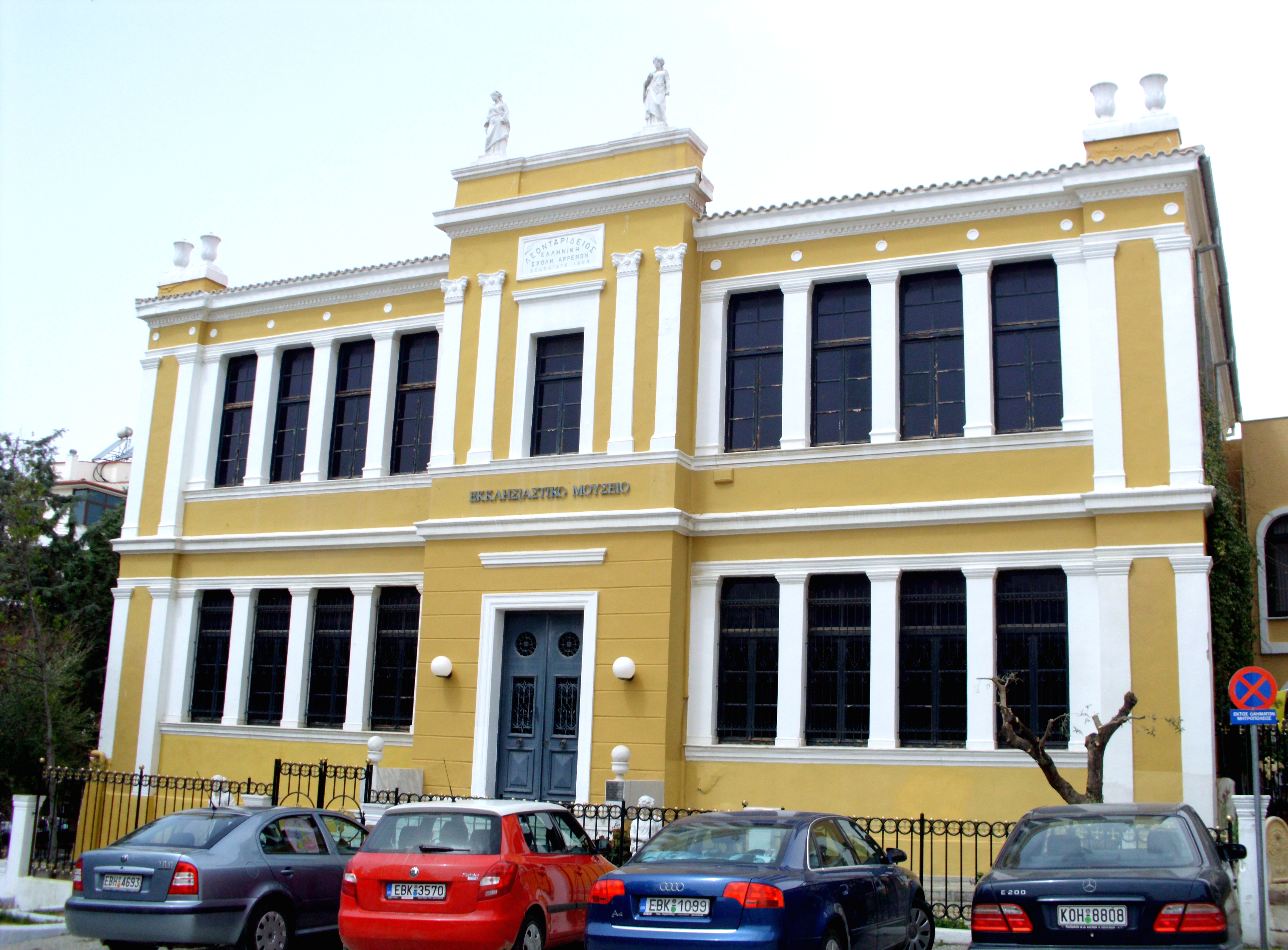
المتحف الكنسي
كنيسة القديس يوسف الكاثوليكية
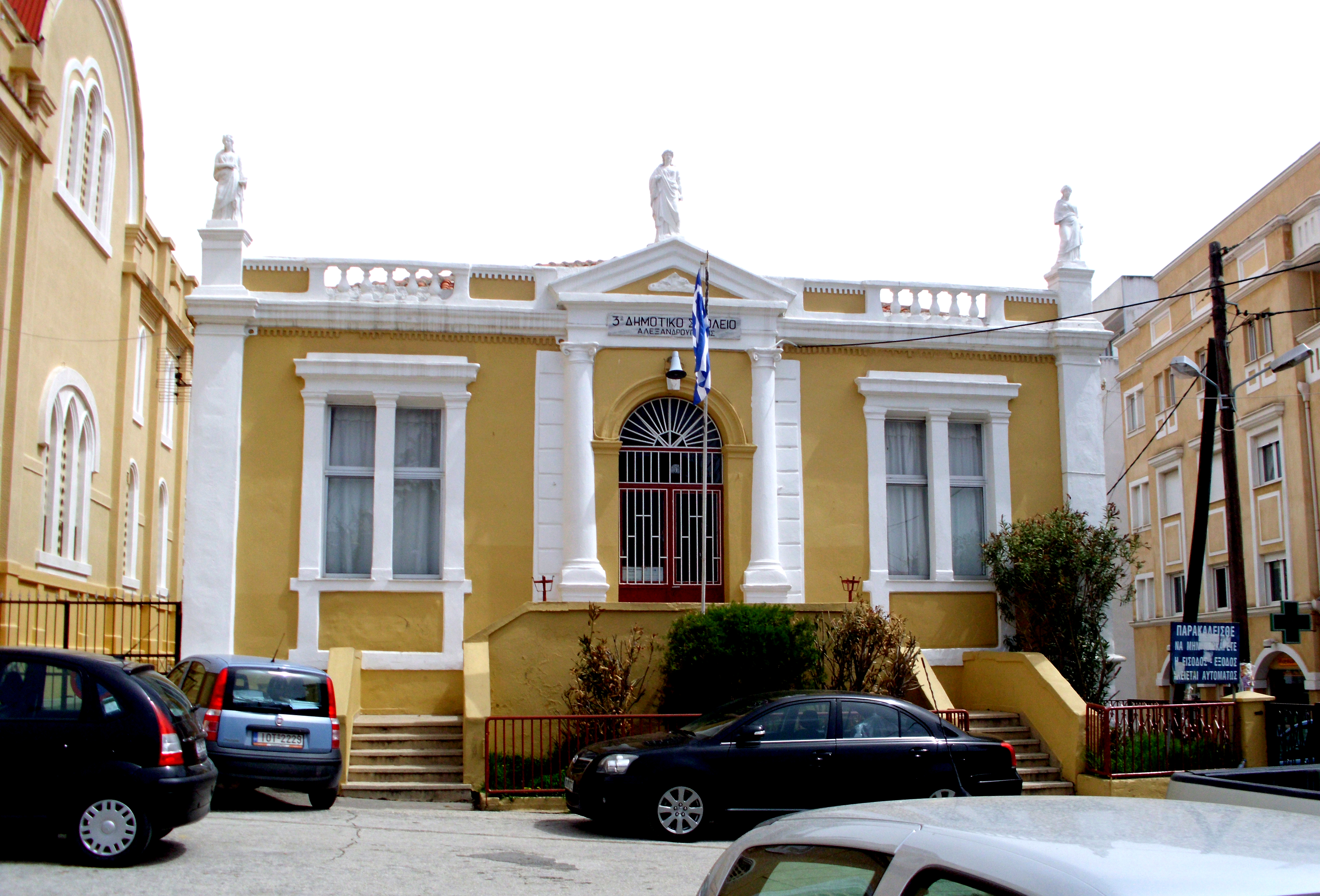
المدرسة الابتدائية العامة الثالثة
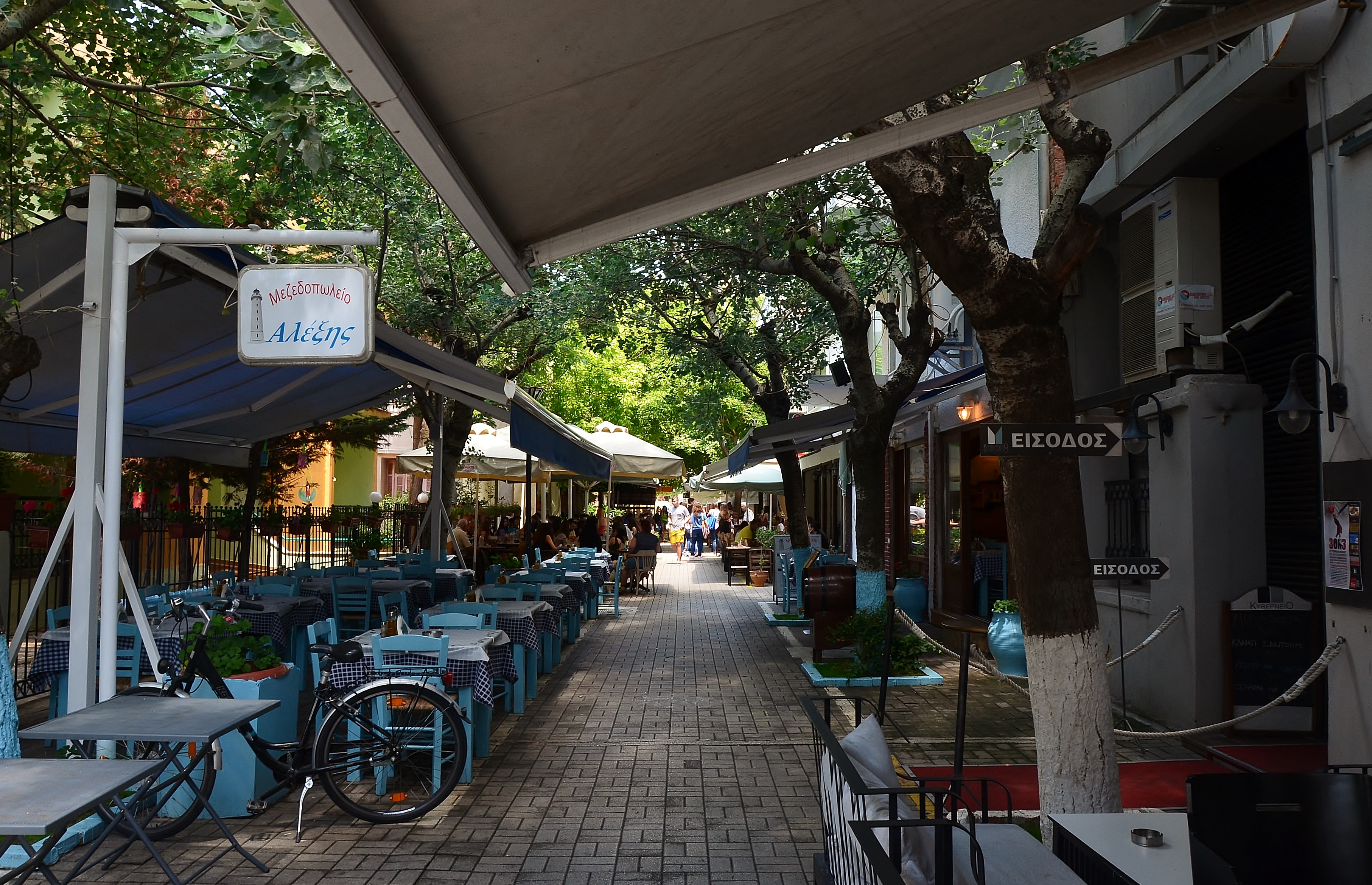
شارع
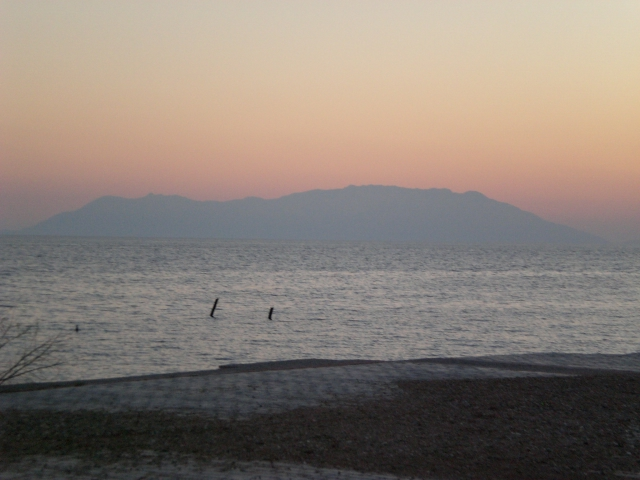
منظر ساموثراكي من المدينة
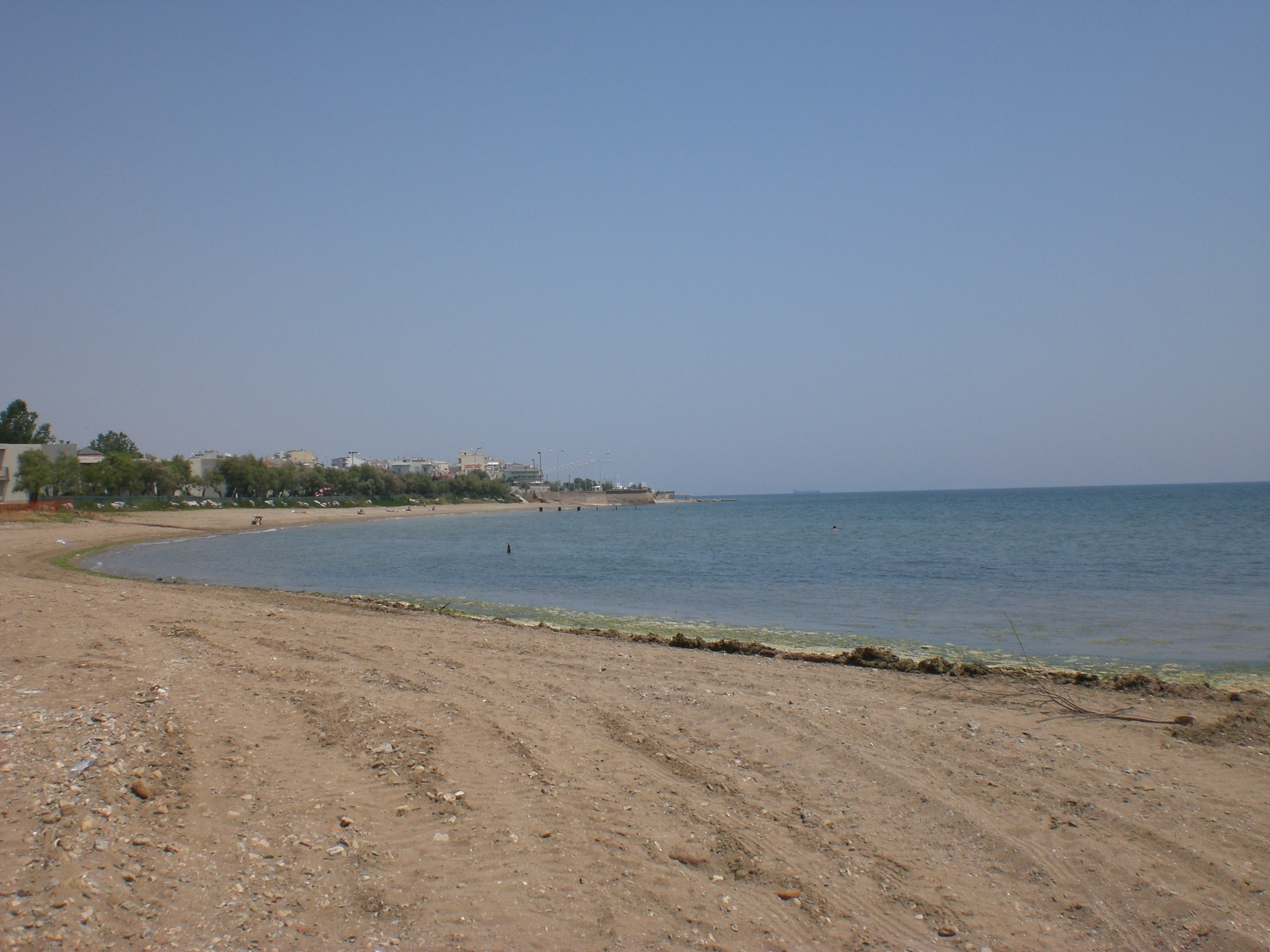
الساحل على طول أليكساندروبولي
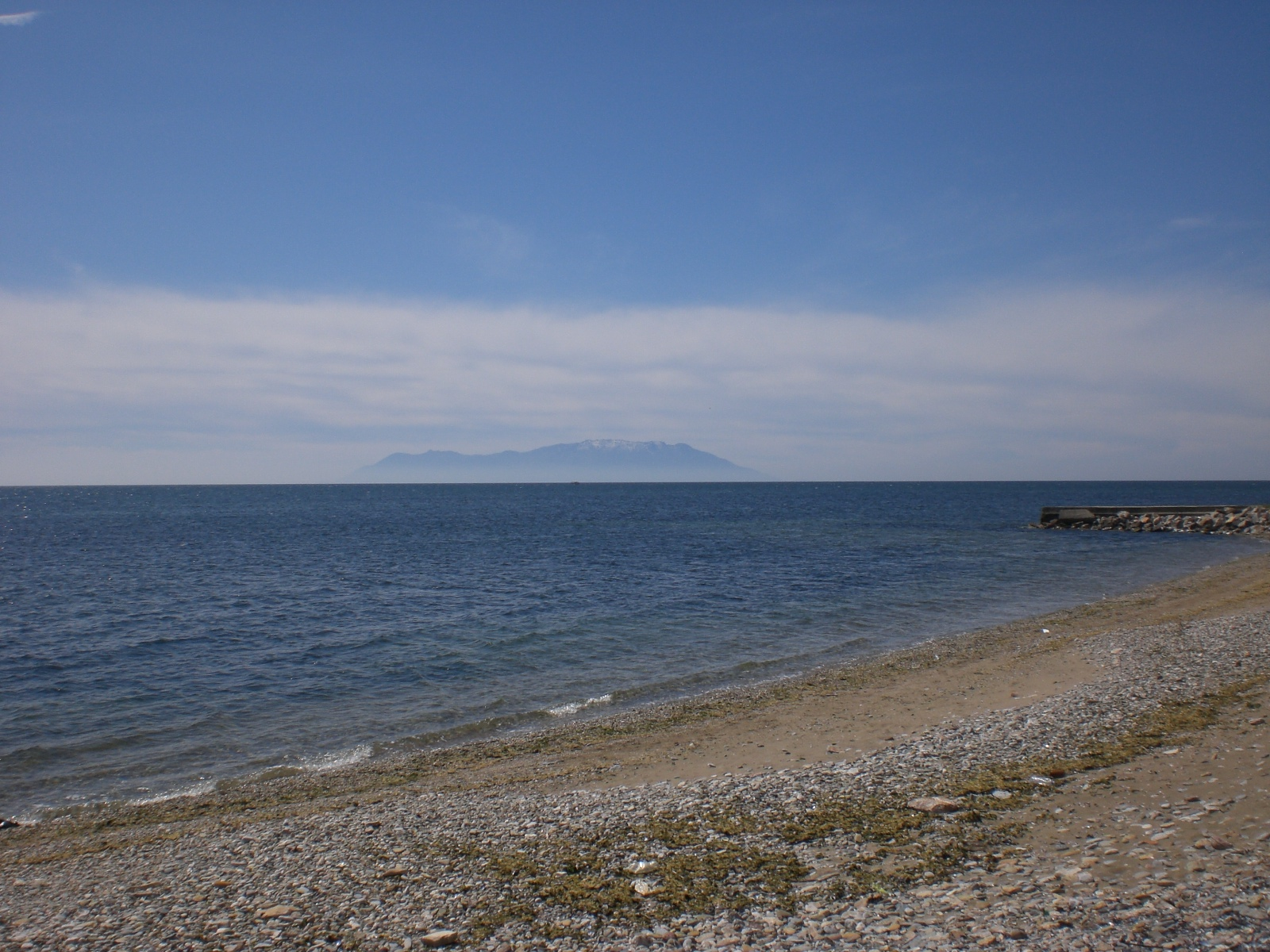
شاطئ مع إطلالة على ساموثراكي